# Rafał Blicharz
Rafał Krzysztof Blicharz (ur. 1975) – polski prawnik, doktor habilitowany nauk prawnych, profesor nadzwyczajny Uniwersytetu Śląskiego, specjalista w zakresie prawa gospodarczego.

## Życiorys
W 2003 uzyskał na Wydziale Prawa i Administracji Uniwersytetu Śląskiego
stopień naukowy doktora nauk prawnych w zakresie prawa. Tam też w 2010 na podstawie dorobku naukowego oraz rozprawy pt. Nadzór Komisji Nadzoru Finansowego nad polskim rynkiem kapitałowym uzyskał stopień doktora habilitowanego nauk prawnych w zakresie prawa, specjalność: prawo. Został profesorem nadzwyczajnym Uniwersytetu Śląskiego i kierownikiem Katedry Publicznego Prawa Gospodarczego na Wydziale Prawa i Administracji UŚl.